# Contarinia tiliarum
Contarinia tiliarum är en tvåvingeart som först beskrevs av Jean-Jacques Kieffer 1890.  Contarinia tiliarum ingår i släktet Contarinia och familjen gallmyggor. Inga underarter finns listade i Catalogue of Life.